# アレクサンドル・コサレフ
アレクサンドル・ボリソヴィチ・コサレフ（ロシア語: Александр Борисович Косарев, 1977年9月30日 - ）は、ロシアの男子バレーボール選手。ウクライナ・リウネ出身。ポジションはウイングスパイカー。元ロシア代表。

## 来歴
1994年、ウクライナのクラブチームへ入団。1997年にロシア・スーパーリーグのベロゴリエ・ディナモ（ロコモティフ・ベロゴリエ）へ移籍し、2006年までの在籍中に6度のリーグ優勝（1998年、2000年、2002年、2003年、2004年、2005年）、3度のロシアカップ優勝（1998年、2003年、2005年）、2度の欧州チャンピオンズリーグ優勝（2003年、2004年）を飾った。
ロシア代表のレフトのウイングスパイカーに選出され、2000年5月28日、ワールドリーグ・オランダ戦で代表デビューを飾り、準優勝を経験。2002年ワールドリーグで初優勝し、2002年世界選手権で銀メダルを獲得した。2004年アテネオリンピックでは銅メダルを獲得した。
2006年にディナモTTGカザンへ移籍し、2007年にリーグ優勝とロシアカップ優勝の2冠を達成。2008年欧州チャンピオンズリーグではオポジットのクレイトン・スタンリーのレフト対角を務め、カザンのチャンピオンズリーグ初タイトル獲得に貢献。自国開催の2007年欧州選手権で準優勝、2008年北京オリンピックに出場し、2大会連続銅メダルを獲得した。
2008年から1シーズン、ロコモティフ・ベロゴリエで再プレーし、ファケル・ノヴィ・ウレンゴイを経て、2010年にベロゴリエへ復帰した。

## 球歴
- オリンピック - 2004年（銅メダル）、2008年（銅メダル）
- 世界選手権 - 2002年（銀メダル）
- ワールドリーグ - 2002年（優勝）、2000年（準優勝）、2001年、2006年、2008年（3位）
- 欧州選手権 - 2007年（準優勝）、2001年、2003年（3位）

## 所属クラブ
- ナズブルチエ（1994-1997年）
- ベロゴリエ・ディナモ（1997-2001年）
- ロコモティフ・ベロゴリエ（2001-2006年）
- ディナモTTGカザン（2006-2008年）
- ロコモティフ・ベロゴリエ （2008-2009年）
- ファケル・ノヴィ・ウレンゴイ（2009-2010年）
- ベロゴリエ・ベルゴロド（2010-2016）